# Eumorpholaimus longisetosus
Eumorpholaimus longisetosus är en rundmaskart som beskrevs av Allgen 1935. Eumorpholaimus longisetosus ingår i släktet Eumorpholaimus och familjen Linhomoeidae. Inga underarter finns listade i Catalogue of Life.